# Distrito de Orleans
El distrito de Orleans (en francés arrondissement d'Orléans) es un distrito de Francia, que se localiza en el departamento de Loiret, de la région de Centro (en francés Centre). Cuenta con 24 cantones y 122 comunas.

## División territorial

### Cantones
Los cantones del distrito de Orleans son:
1. Cantón de Artenay
2. Cantón de Beaugency
3. Cantón de Châteauneuf-sur-Loire
4. Cantón de Chécy
5. Cantón de Cléry-Saint-André
6. Cantón de La Ferté-Saint-Aubin
7. Cantón de Fleury-les-Aubrais
8. Cantón de Ingré
9. Cantón de Jargeau
10. Cantón de Meung-sur-Loire
11. Cantón de Neuville-aux-Bois
12. Cantón de Olivet
13. Cantón de Orleans-Bannier
14. Cantón de Orleans-Bourgogne
15. Cantón de Orleans-Carmes
16. Cantón de Orleans-La Source
17. Cantón de Orleans-Saint-Marc-Argonne
18. Cantón de Orleans-Saint-Marceau
19. Cantón de Ouzouer-sur-Loire
20. Cantón de Patay
21. Cantón de Saint-Jean-de-Braye
22. Cantón de Saint-Jean-de-la-Ruelle
23. Cantón de Saint-Jean-le-Blanc
24. Cantón de Sully-sur-Loire

### Comunas
| 1. Ardon (45006)                     | 2. Artenay (45008)                 | 3. Baccon (45019)                      | 4. Le Bardon (45020)                 |
| 5. Baule (45024)                     | 6. Beaugency (45028)               | 7. Boigny-sur-Bionne (45034)           | 8. Bonnée (45039)                    |
| 9. Les Bordes (45042)                | 10. Bou (45043)                    | 11. Bougy-lez-Neuville (45044)         | 12. Boulay-les-Barres (45046)        |
| 13. Bouzy-la-Forêt (45049)           | 14. Bray-en-Val (45051)            | 15. Bricy (45055)                      | 16. Bucy-Saint-Liphard (45059)       |
| 17. Bucy-le-Roi (45058)              | 18. Cercottes (45062)              | 19. Cerdon (45063)                     | 20. Chaingy (45067)                  |
| 21. Chanteau (45072)                 | 22. La Chapelle-Onzerain (45074)   | 23. La Chapelle-Saint-Mesmin (45075)   | 24. Charsonville (45081)             |
| 25. Chevilly (45093)                 | 26. Châteauneuf-sur-Loire (45082)  | 27. Châtenoy (45084)                   | 28. Chécy (45089)                    |
| 29. Cléry-Saint-André (45098)        | 30. Coinces (45099)                | 31. Combleux (45100)                   | 32. Combreux (45101)                 |
| 33. Coulmiers (45109)                | 34. Cravant (45116)                | 35. Dampierre-en-Burly (45122)         | 36. Darvoy (45123)                   |
| 37. Donnery (45126)                  | 38. Dry (45130)                    | 39. Fay-aux-Loges (45142)              | 40. La Ferté-Saint-Aubin (45146)     |
| 41. Fleury-les-Aubrais (45147)       | 42. Férolles (45144)               | 43. Germigny-des-Prés (45153)          | 44. Gidy (45154)                     |
| 45. Guilly (45164)                   | 46. Gémigny (45152)                | 47. Huisseau-sur-Mauves (45167)        | 48. Huêtre (45166)                   |
| 49. Ingrannes (45168)                | 50. Ingré (45169)                  | 51. Isdes (45171)                      | 52. Jargeau (45173)                  |
| 53. Jouy-le-Potier (45175)           | 54. Lailly-en-Val (45179)          | 55. Ligny-le-Ribault (45182)           | 56. Lion-en-Beauce (45183)           |
| 57. Lion-en-Sullias (45184)          | 58. Loury (45188)                  | 59. Marcilly-en-Villette (45193)       | 60. Mardié (45194)                   |
| 61. Mareau-aux-Prés (45196)          | 62. Marigny-les-Usages (45197)     | 63. Messas (45202)                     | 64. Meung-sur-Loire (45203)          |
| 65. Ménestreau-en-Villette (45200)   | 66. Mézières-lez-Cléry (45204)     | 67. Neuville-aux-Bois (45224)          | 68. Neuvy-en-Sullias (45226)         |
| 69. Olivet (45232)                   | 70. Orleans (45234)                | 71. Ormes (45235)                      | 72. Ouvrouer-les-Champs (45241)      |
| 73. Ouzouer-sur-Loire (45244)        | 74. Patay (45248)                  | 75. Rebréchien (45261)                 | 76. Rouvray-Sainte-Croix (45262)     |
| 77. Rozières-en-Beauce (45264)       | 78. Ruan (45266)                   | 79. Saint-Aignan-des-Gués (45267)      | 80. Saint-Aignan-le-Jaillard (45268) |
| 81. Saint-Ay (45269)                 | 82. Saint-Benoît-sur-Loire (45270) | 83. Saint-Cyr-en-Val (45272)           | 84. Saint-Denis-de-l'Hôtel (45273)   |
| 85. Saint-Denis-en-Val (45274)       | 86. Saint-Florent (45277)          | 87. Saint-Hilaire-Saint-Mesmin (45282) | 88. Saint-Jean-de-Braye (45284)      |
| 89. Saint-Jean-de-la-Ruelle (45285)  | 90. Saint-Jean-le-Blanc (45286)    | 91. Saint-Lyé-la-Forêt (45289)         | 92. Saint-Martin-d'Abbat (45290)     |
| 93. Saint-Pryvé-Saint-Mesmin (45298) | 94. Saint-Père-sur-Loire (45297)   | 95. Saint-Péravy-la-Colombe (45296)    | 96. Saint-Sigismond (45299)          |
| 97. Sandillon (45300)                | 98. Saran (45302)                  | 99. Seichebrières (45305)              | 100. Semoy (45308)                   |
| 101. Sennely (45309)                 | 102. Sigloy (45311)                | 103. Sougy (45313)                     | 104. Sully-la-Chapelle (45314)       |
| 105. Sully-sur-Loire (45315)         | 106. Sury-aux-Bois (45316)         | 107. Tavers (45317)                    | 108. Tigy (45324)                    |
| 109. Tournoisis (45326)              | 110. Traînou (45327)               | 111. Trinay (45330)                    | 112. Vannes-sur-Cosson (45331)       |
| 113. Vennecy (45333)                 | 114. Vienne-en-Val (45335)         | 115. Viglain (45336)                   | 116. Villamblain (45337)             |
| 117. Villemurlin (45340)             | 118. Villeneuve-sur-Conie (45341)  | 119. Villereau (45342)                 | 120. Villorceau (45344)              |
| 121. Vitry-aux-Loges (45346)         | 122. Épieds-en-Beauce (45134)      |                                        |                                      |